# Hugo Pieters
Hugo Pieters  (10 mei 1953) is een voormalig Belgisch voetballer. Hij was 3 seizoenen derde doelman bij Club Brugge.

## Erelijst
Club Brugge
- Eerste Klasse:1975–76[2]
- UEFA Cup: 1975-76 (finalist)[3]